# Chrysopa siderocephala
Chrysopa siderocephala är en insektsart som beskrevs av Navás 1933. Chrysopa siderocephala ingår i släktet Chrysopa och familjen guldögonsländor. Inga underarter finns listade i Catalogue of Life.